# 加冷网球中心
加冷网球中心（Kallang Tennis Centre，简称KTC）是位于新加坡加冷的一个網球場，为新加坡體育城的一部分。
加冷网球中心于1978年3月作为社区体育设施开放。从那时起它就成为网球项目和比赛的热门场地，包括举办全国性质的学校网球比赛，也是国家队训练场地。2021年新加坡接手新加坡体育城后，重建了新的加冷网球中心。加冷网球中心目前设有7个室内球场和12个室外球场，还有4个屋顶球场，2个供儿童和青少年使用的小型球场。
加冷网球中心将是第一个获得新加坡建设局（BCA）认证的超低能耗建筑（Super Low Energy Building，SLEB）奖的体育设施。
加冷网球中心举办了多届新加坡网球公开赛，以及2010年夏季青年奧林匹克運動會網球比賽。2010年新加坡青奥会期间，主球场周围为球迷和媒体搭建了可容纳2000个座位的临时看台。目前3个室内球场设置了共有1297个座位，外加300个可拆卸式的临时座位，并设置了鹰眼系统，符合举办国际网球赛事的要求。